# Monti Taebaek
I Monti Taebaek (태백산맥?, 太白山脈?, Taebaek SanmaekLR) sono una catena montuosa che attraversa sia la Corea del Nord che la Corea del Sud e sono di fatto il principale crinale della Penisola coreana.

## Geografia
I Monti Taebaek si trovano nella parte orientale della Penisola costeggiando così il Mar del Giappone.
La montagna Hwangnyong, nella Corea del Nord, con i suoi 1.268 metri d'altezza segna il confine nord della catena montuosa; il versante sud della catena invece arriva fino alla città di Pusan raggiungendo una lunghezza di circa 500 km e con un'altezza media di 1.000 metri.
Le principali cime montuose sono il Monte Kumgang (1.638 m), il Monte Seorak (1.708 m) e il Monte Odae (1.563 m).
A est la catena montuosa cade a strapiombo sul mare, spostandosi a ovest i pendii diventano invece più dolci.
I due fiumi principali della Corea del Sud, il Nakdong e il Fiume Han nascono entrambi dalla catena dei Monti Taebaek.

## Economia
Dal punto di visto economico i Monti Taebaek sono importanti per l'estrazione di Ferro, Carbone, Tungsteno e Calcare . Molti versanti sono poi fittamente coperti da foreste.